# Eunice guanica
Eunice guanica är en ringmaskart som först beskrevs av Treadwell 1921.  Eunice guanica ingår i släktet Eunice och familjen Eunicidae. Inga underarter finns listade i Catalogue of Life.